# Stenosoma acuminatum
Stenosoma acuminatum är en kräftdjursart som beskrevs av Leach 1814. Stenosoma acuminatum ingår i släktet Stenosoma och familjen tånglöss. Inga underarter finns listade i Catalogue of Life.